# Kabinett Itō I
Das erste Kabinett Itō (jap. 第1次伊藤内閣, dai-ichiji Itō naikaku) regierte Japan unter Führung von Premierminister Itō Hirobumi vom 22. Dezember 1885 bis zum 30. April 1888. Es war das erste moderne japanische Kabinett nach der Abschaffung des Dajōkan-Regierungssystems.
Das Kabinett rekrutierte sich überwiegend aus der sogenannten Meiji-Oligarchie aus den ehemaligen, inzwischen offiziell aufgelösten Lehen (Han) Satsuma, Chōshū, Tosa und Hizen, die die Meiji-Restauration getragen hatten. Daher wird es auch als hambatsu naikaku (藩閥内閣, dt. etwa „Klanskabinett“) bezeichnet.
Im April 1888 trat Itō Hirobumi zurück. Er wurde danach Vorsitzender des Sūmitsu-in und konzentrierte sich auf die Schaffung der Verfassung für das Kaiserreich Japan. Der Tennō ernannte den bisherigen Landwirtschaftsminister Graf Kuroda aus Satsuma zum Nachfolger als Premierminister.

## Staatsminister
| Amt                                    | Name                                               | Adelsrang militär. Rang                                                  | Herkunft   |
| -------------------------------------- | -------------------------------------------------- | ------------------------------------------------------------------------ | ---------- |
| Premierminister                        | Itō Hirobumi                                       | hakushaku (Graf)                                                         | Chōshū     |
| Außenminister                          | Inoue Kaoru bis 17. September 1887                 | hakushaku (Graf)                                                         | Chōshū     |
| Außenminister                          | Itō Hirobumi (kommissarisch)                       | hakushaku (Graf)                                                         | Chōshū     |
| Außenminister                          | Ōkuma Shigenobu ab 1. Februar 1888                 | hakushaku (Graf)                                                         | Saga/Hizen |
| Innenminister                          | Yamagata Aritomo                                   | hakushaku (Graf) rikugun-chūshō (Generalleutnant des Heeres)             | Chōshū     |
| Finanzminister                         | Matsukata Masayoshi                                | hakushaku (Graf)                                                         | Satsuma    |
| Heeresminister                         | Ōyama Iwao                                         | hakushaku (Graf) rikugun-chūshō (Generalleutnant des Heeres)             | Satsuma    |
| Marineminister                         | Saigō Jūdō                                         | hakushaku (Graf) rikugun-chūshō (Generalleutnant des Heeres)             | Satsuma    |
| Justizminister                         | Yamada Akiyoshi                                    | hakushaku (Graf) rikugun-chūshō (Generalleutnant des Heeres)             | Chōshū     |
| Kultusminister                         | Mori Arinori                                       | –                                                                        | Satsuma    |
| Minister für Landwirtschaft und Handel | Tani Tateki bis 16. März 1886                      | shishaku (Vizegraf) rikugun-chūshō (Generalleutnant des Heeres)          | Tosa       |
| Minister für Landwirtschaft und Handel | Saigō Jūdō (kommissarisch bis 10. Juli 1886)       | hakushaku (Graf) rikugun-chūshō (Generalleutnant des Heeres)             | Satsuma    |
| Minister für Landwirtschaft und Handel | Yamagata Aritomo (kommissarisch bis 26. Juli 1887) | hakushaku (Graf) rikugun-chūshō (Generalleutnant des Heeres)             | Chōshū     |
| Minister für Landwirtschaft und Handel | Hijikata Hisamoto ab 26. Juli 1887                 | shishaku (Vizegraf)                                                      | Tosa       |
| Minister für Landwirtschaft und Handel | Kuroda Kiyotaka ab 17. September 1887              | hakushaku (Graf) rikugun-chūshō (Generalleutnant des Heeres)             | Satsuma    |
| Kommunikationsminister                 | Enomoto Takeaki                                    | – (bakushin/Ex-Tokugawa-Anhänger) kaigun-chūshō (Vizeadmiral der Marine) | –          |

## Andere Positionen
| Amt                                             | Name                             | Adelsrang militär. Rang                    | Herkunft      |
| ----------------------------------------------- | -------------------------------- | ------------------------------------------ | ------------- |
| Chefkabinettssekretär                           | Tanaka Mitsuaki                  | – rikugun-shōshō (Generalmajor des Heeres) | Tosa          |
| Leiter des Legislativbüros ab 23. Dezember 1885 | Yamao Yōzō bis 7. Februar 1888   | –                                          | Chōshū        |
| Leiter des Legislativbüros ab 23. Dezember 1885 | Inoue Kowashi ab 7. Februar 1888 | –                                          | Kumamoto/Higo |